# التعب الوبائي

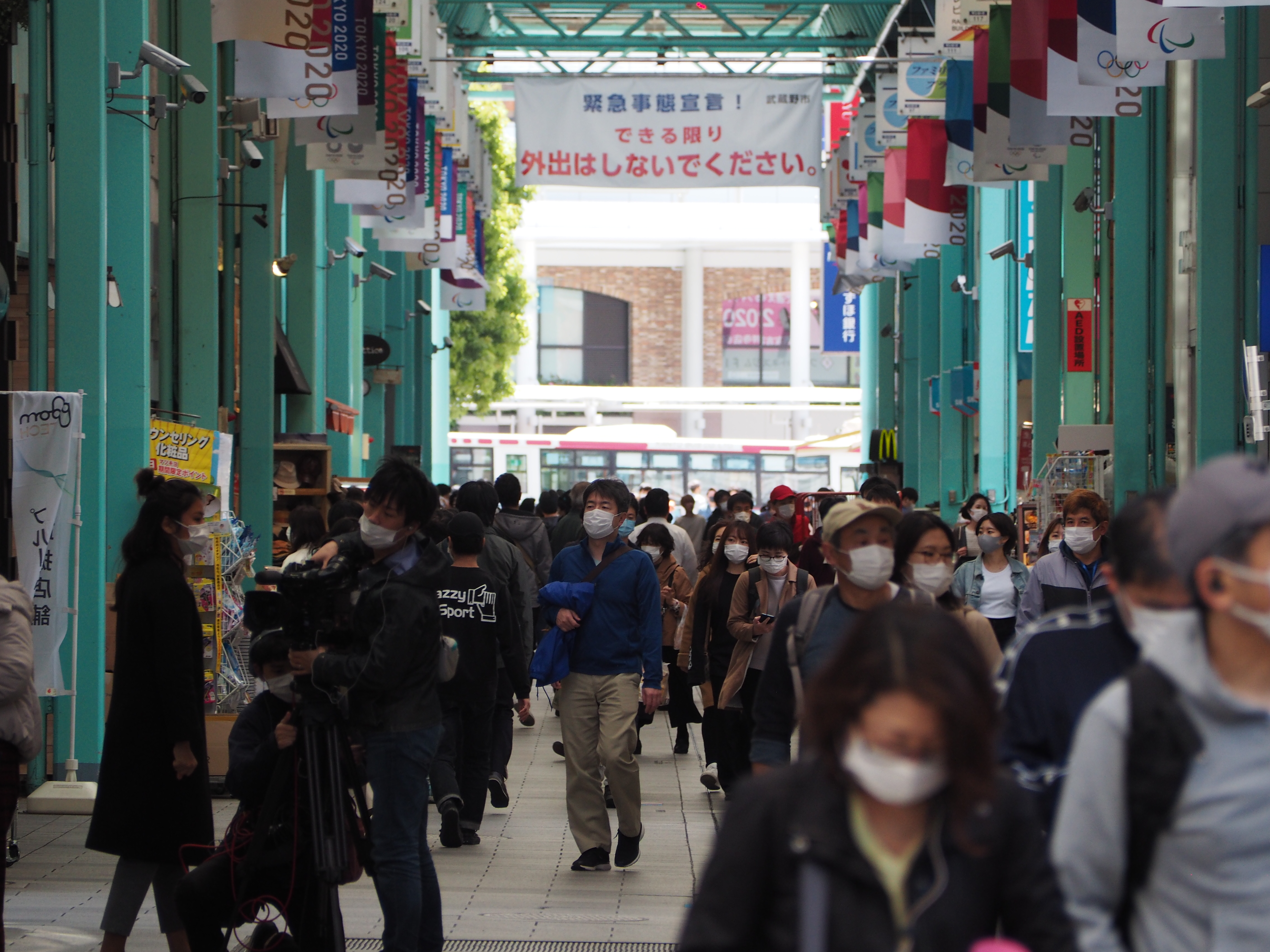
المتسوقون في شارع كيتشيجوجي الشمسي يسيرون تحت لافتة تنصح السكان بالبقاء في المنزل

يفهم التعب الوبائي على أنه رد فعل طبيعي ومتوقع للمحنة المستمرة والتي لم يتم حلها في حياة الناس اليومية. تظهر على المتضررين أعراض الشعور بالإرهاق والتعب، بينما يعبرون أيضًا عن مشاعر الإحباط للانخراط في سلوكيات الحماية والبحث عن المعلومات المتعلقة بكورونا مثل الرضا عن النفس والاغتراب واليأس.

## الأعراف الاجتماعية
يمكن أن يكون للأعراف الاجتماعية تأثير على التعب الوبائي. خلال جائحة كوفيد-19، أصبح الناس أكثر توترًا لأنهم لم يتمكنوا من مغادرة منازلهم. عدم القدرة على رؤية أسرهم وأصدقائهم وجهًا لوجه، جعل الناس يشعرون بالوحدة والاكتئاب. انفصل العديد من المرتبطين الذين كانوا يعيشون معًا وانفصل الأزواج وتقدموا بطلب الطلاق. خلال الوباء، ارتفع الإقبال على الطلاق بنسبة 34٪ في الولايات المتحدة. «كان الأزواج المتزوجون حديثًا هم الأكثر احتمالًا لطلب الطلاق». قرب نهاية عام 2021، بدأ الناس بشكل تدريجي في الخروج والاستمتاع مرة أخرى. بينما لم يكن الأشخاص المتفاعلون يعانقون على الفور أو يصافحون الناس. كان على الجميع ممارسة التباعد الاجتماعي، وكان التباعد الاجتماعي جديدًا للجميع وبالتأكيد تغييرًا.

## انعدام الثقة السياسية
يمكن أن يكون لانعدام الثقة السياسية تأثير على التعب من الوباء أيضًا. «التعب من الأزمات» هي فكرة أن الجمهور أصبح محصنًا ضد تحذيرات السياسيين ولا يثق في ادعاءاتهم. تعرض الجمهور للعديد من الأزمات في العقدين الماضيين، بما في ذلك السارس في عام 2003، وإنفلونزا الطيور في عام 2005، وأنفلونزا الخنازير في عام 2009، ومتلازمة الشرق الأوسط التنفسية في عام 2012، والإيبولا في عام 2014، وحاليًا كوفيد-19 في 2020-2022، ولهذا السبب، يجد بعض الناس صعوبة في الوثوق بالمسؤولين السياسيين واقتراحاتهم حول كيفية علاج وإدارة كوفيد-19. هذا يجعل الناس متعبين وبالتالي يؤدي إلى زيادة عدد الحالات.

## الاستجابة
كتبت عالمة الأوبئة جوليا ماركوس أن الامتناع إلى أجل غير مسمى عن جميع الاتصالات الاجتماعية لم يكن طريقة مستدامة لاحتواء الوباء. وبالاستفادة من الدروس المستفادة في الوقاية من فيروس نقص المناعة البشرية، نصحت بمبدأ الحد من الضرر بدلًا من «نهج كل شيء أو لا شيء» في السيطرة على جائحة كوفيد-19.

### عمليات الإغلاق
مع ارتفاع العديد من البلدان في الحالات الجديدة من متغيرات (SARS-CoV-2)، جرى تنفيذ المزيد من موجات الإغلاق. عادت دول مثل المملكة المتحدة إلى عمليات إغلاق كوفيد-19 ونتيجة لذلك، كان العديد من المواطنين هناك في حالة من التعب والإرهاق. تشير الدراسات إلى أن الناس يجدون صعوبة في البقاء إيجابيين، إذ يقول 60٪ من المواطنين في المملكة المتحدة إنهم يجدون صعوبة في البقاء إيجابيين يوميًا مقارنة بما قبل الوباء بزيادة قدرها 8 نقاط.

### طرق التأقلم
تتمثل إحدى الطرق الرئيسية للتعامل مع التعب الوبائي في الحد من مقدار الوقت الذي تقضيه على جهازك. كان الأكثر شيوعًا خلال جائحة كوفيد-19 هو هوس الأخبار السيئة، أو ضبط القصص السلبية عن قصد على التلفزيون أو على وسائل التواصل الاجتماعي، مما أدى إلى زيادة الفزع وعدم اليقين والقلق والتعب. هناك طريقة أخرى وجدها مفيدة جدا في دراسته كانت النشاط. «إذا جعلت الحركة أولوية، فستجد طريقة لتحقيق ذلك. إن إعطاء الأولوية للوقت لممارسة الرياضة والتأمل من خلال وضعه في جدولك الزمني وحماية هذا الوقت سيحدث فرقا كبيرا في صحتك العقلية». تشمل الأشكال الأخرى للتأقلم التأمل وإيجاد وقت لنفسك للتفكير.

## جائحة كوفيد-19
إجهاد كوفيد-19 هو حالة الإرهاق بشأن الإجراءات الاحترازية وتهديد كوفيد-19. يلعب القلق من خطر فقدان الأمن الاقتصادي والإصابة بالمرض دوراً في الشعور بالتعب لدى الناس. يسبب إجهاد كوفيد في عدم اتباع الأشخاص للإرشادات الاحترازية، مما يزيد من خطر الإصابة بالفيروس. لقد سئم الكثير من الناس من عمليات الإغلاق، وعدم امتلاكهم روتين عادي. ارتفاع مستويات تعاطي الكحول والمخدرات يساهم أيضا في الشعور بالتعب مع رفع عمليات الإغلاق في أجزاء كثيرة من العالم، بدأ بعض الناس في تجاهل أوامر البقاء في المنزل. ذهب الناس إلى الحانات والمطاعم، مما تسبب في نهاية المطاف في انتشار المرض بشكل أسرع.

## إجهاد برنامج زووم
يوصف إجهاد زووم بأنه التعب أو القلق الناتج عن الإفراط في استخدام منصات و مؤتمرات الفيديو الافتراضية. تشير الدلائل إلى أن التواجد في مكالمات زووم يحد من كمية الإشارات غير اللفظية التي تلتقطها أدمغتنا في التفاعلات وجها لوجه. يؤدي عدم وجود هذه الإشارات إلى قيام أدمغتنا دون وعي ببذل المزيد من الطاقة، مما يجعلنا نشعر بمزيد من الانفعال والإرهاق بعد انتهاء مكالمات الفيديو. تشمل المشاكل الأخرى في برنامج زووم حقيقة أننا نحدق في شاشة بها وجوه أشخاص على بعد قدمين. هذا يؤدي إلى الشعور بالخطر وعلى الرغم من أن جسمنا يعرف أننا في مكان آمن، إلا أن عقلنا في حالة تأهب قصوى. يسمح الواقع الافتراضي ل «الصور الرمزية» بالتفاعل مع بعضها البعض ويمنح المستخدم إحساسا بأنهم موجودون بالفعل، مع الحفاظ على مسافات آمنة أثناء فترة الإغلاق.